# Kehlkopfpfeifen
Das Kehlkopfpfeifen (lat. Hemiplegia laryngis, auch Pfeiferdampf, Hartschnaufigkeit, Roaren), umgangssprachlich auch als „Tönen“ oder „Rohren“ bezeichnet, ist eine bei Pferden auftretende chronische Atemstörung aufgrund einer halbseitigen Kehlkopflähmung des erkrankten Tieres. Das Kehlkopfpfeifen war bis 1. Januar 2002 ein sogenannter Gewährsmangel. Es entspricht der Kadaverstellung in der Humanmedizin. Pferde mit Kehlkopfpfeifen werden auch als „Roarer“ oder „Zegner“ bezeichnet.

## Ursache
Die Ursache für das Kehlkopfpfeifen ist eine Schädigung des linken Nervus laryngeus recurrens. Dieser Nerv versorgt alle Muskeln des Kehlkopfes mit Ausnahme des Musculus cricothyroideus. Aufgrund der Umschlingung der Aorta ist er besonderen Belastungen durch Zug und Druck ausgesetzt. Bei Nervenschädigung kommt es zu einer linksseitigen Lähmung der Stimmfalte. Diese flattert im Luftstrom, wodurch das charakteristische Geräusch entsteht und führt zu einer Störung beim Einatmen (inspiratorische Dyspnoe) unter Belastung.

## Symptome
Beim Einatmen ist ein hartes, röhrendes tonartiges Geräusch (engl. roaring) zu hören. Dieses wird in der Regel durch eine einseitige, meistens linksseitige Stimmbandlähmung verursacht.
Größere oder längere Anstrengungen sind dem Pferd unter Umständen nicht möglich, da die Behinderung der Einatmung unter Belastung zu einer Atemnot führt. Auf die Atemnot können die Pferde mit Verweigerung der Anstrengung oder mit Panik reagieren und unkontrolliert davonstürmen („durchgehen“). Jedoch ist dies nicht immer der Fall, manche Pferde können trotz des Kehlkopfpfeifens problemlos geritten werden und jeglicher Art der Anstrengung standhalten. Diese Tiere sollten aber regelmäßig vom Tierarzt untersucht werden, um einer Schädigung der Lunge vorzubeugen.

## Therapie
Die Wiederherstellung der Nervenfunktion ist nicht möglich. Es existieren verschiedene Operationstechniken, die eine passive Straffung des linken Stimmbandes herbeiführen und so die Symptome beseitigen oder durch ein Implantat den Luftwiderstand verringern und den Luftdurchsatz vergrößern.